# Soma Saito
 (avril 2022).
 (avril 2022).
La mise en forme du texte ne suit pas les recommandations de Wikipédia : il faut le « wikifier ».
Les points d'amélioration suivants sont les cas les plus fréquents. Le détail des points à revoir est peut-être précisé sur la page de discussion.
- Les titres sont pré-formatés par le logiciel. Ils ne sont ni en capitales, ni en gras.
- Le texte ne doit pas être écrit en capitales (les noms de famille non plus), ni en gras, ni en italique, ni en « petit »…
- Le gras n'est utilisé que pour surligner le titre de l'article dans l'introduction, une seule fois.
- L'italique est rarement utilisé : mots en langue étrangère, titres d'œuvres, noms de bateaux, etc.
- Les citations ne sont pas en italique mais en corps de texte normal. Elles sont entourées par des guillemets français : « et ».
- Les listes à puces sont à éviter, des paragraphes rédigés étant largement préférés. Les tableaux sont à réserver à la présentation de données structurées (résultats, etc.).
- Les appels de note de bas de page (petits chiffres en exposant, introduits par l'outil «  Source ») sont à placer entre la fin de phrase et le point final[comme ça].
- Les liens internes (vers d'autres articles de Wikipédia) sont à choisir avec parcimonie. Créez des liens vers des articles approfondissant le sujet. Les termes génériques sans rapport avec le sujet sont à éviter, ainsi que les répétitions de liens vers un même terme.
- Les liens externes sont à placer uniquement dans une section « Liens externes », à la fin de l'article. Ces liens sont à choisir avec parcimonie suivant les règles définies. Si un lien sert de source à l'article, son insertion dans le texte est à faire par les notes de bas de page.
- La présentation des références doit suivre les conventions bibliographiques. Il est recommandé d'utiliser les modèles {{Ouvrage}}, {{Chapitre}}, {{Article}}, {{Lien web}} et/ou {{Bibliographie}}. Le mode d'édition visuel peut mettre en forme automatiquement les références.
- Insérer une infobox (cadre d'informations à droite) n'est pas obligatoire pour parachever la mise en page.

Pour une aide détaillée, merci de consulter Aide:Wikification.
Si vous pensez que ces points ont été résolus, vous pouvez retirer ce bandeau et améliorer la mise en forme d'un autre article.
Sōma Saitō (斉藤 壮馬, Saitō Sōma), stylisé soma saito sur son site officiel, est un comédien de doublage et chanteur japonais né le 22 avril 1991.

## Biographie

### Jeunesse
Saito est né le 22 avril 1991 à Shōwa, préfecture de Yamanashi, au Japon. Il est l'aîné de trois frères et sœurs, avec deux sœurs plus jeunes. Il a commencé à vouloir devenir doubleur au lycée, inspiré par le rôle d'Akira Ishida dans le rôle de Koyemshi dans Bokurano. Avant cela, il voulait devenir musicien ou romancier.

### Carrière d'acteur vocal
Saito a rejoint la deuxième audition de 81 Produce en 2008. Lors de cette audition, un total de 1 035 personnes ont participé, dont seulement 33 se sont présentées à l'audition finale pour décider qui gagnerait et continuerait à s'entraîner dans le cadre de l'agence artistique. Il a remporté l'audition pour la catégorie masculine et a commencé à suivre des cours de doublage au 81 ACTOR'S STUDIO par la suite, tout en fréquentant encore le lycée.
En 2009, Saito a remporté le "Prix spécial des juges" lors du concours de récitation au 33e Festival culturel complet des lycées nationaux (全国高等学校総合文化祭, Zenkoku Kōtō Gakkō Sōgō Bunkamatsuri). Le doubleur vétéran Nobuyo Ōyama était l'un des juges présents à ce moment-là.
Il a commencé sa carrière en tant que doubleur en 2010, interprétant des rôles mineurs dans quelques anime et jeux vidéo. Il a mis moins l'accent sur sa carrière de doubleur au cours de ses deux premières années pour se concentrer sur ses études à l'Université Waseda. Après avoir obtenu son diplôme universitaire en 2014, il a commencé à assumer des rôles plus importants. Le premier rôle majeur qu'il a obtenu lors d'une audition était Tasuku Ryuenji dans la série animée Future Card Buddyfight. La même année, Saito a obtenu d'autres rôles majeurs en tant que Tadashi Yamaguchi dans la série animée Haikyu! !, Tatsumi dans la série animée Akame ga Kill!, et Twelve dans la série animée Terror in Resonance.
Lors des 9e Seiyu Awards en 2015, Saito a remporté le prix du "Meilleur nouveau venu masculin" pour son rôle de Twelve dans la série animée Terror in Resonance. Il a partagé le prix avec Ryōta Ōsaka et Natsuki Hanae. En mars 2019, lui et les autres membres d' Hypnosis Mic ont reçu un prix de chant lors des 13e Voice Actor Awards.

### Carrière musicale
Saito a fait ses débuts en tant qu'artiste solo en 2017, sous Sacra Music. Il a sorti son premier single "Fish Story" (フィッシュストーリー) le 7 juin 2017.
Son deuxième single "Yoake wa Mada/Hikari Tatsu Ame" (夜明けはまだ/ヒカリ断ツ雨) est sorti le 6 septembre 2017. La chanson "Hikari Tatsu Ame" (ヒカリ断ツ雨) a été utilisée comme chanson thème d'ouverture de Katsugeki / Touken Ranbu.
Saito a sorti son troisième single "Date" (デート) le 20 juin 2018. Pour son troisième single, il s'est chargé de l'écriture de chansons, écrivant les paroles et la musique de toutes les chansons qui y figurent.
Saitō a sorti son premier album, Quantum Stranger, le 19 décembre 2018. Le 24 février 2019, Saito a tenu son 1er concert solo intitulé "Saito Soma 1st LIVE quantum unknown(s)" à l'amphithéâtre Maihama. Une édition Blu-ray du concert est sortie le 5 juin de la même année que le concert a eu lieu.

## Filmographie

### Animé
- 2011 : Sengoku Paradise : Tachibana Muneshige[10],[11]
- 2011 : Pretty Rhythm: Aurora Dream : Reporter[11]
- 2013 : Kill la Kill : One-Star Student[Quoi ?][11]
- 2013 : Inazuma Eleven GO Galaxy : Ruslan Kasimov
- 2013 : Majestic Prince : Pilote #2, opérateur radio[11]
- 2013 : Servant x Service : Customer B[Quoi ?]épisode 11[11]
- 2013 : Tokyo Ravens : étudiant[11]
- 2013 : Non Non Biyori : Lost child center staff[incompréhensible][11]
- 2013 : Pretty Rhythm Rainbow Live : Store Clerk 1[Quoi ?] (eps 9-10), Underling 2[Quoi ?] (ep 16)
- 2013 : Pokémon: Black &amp; White: Adventures in Unova and Beyond : Citoyen
- 2013 : My Teen Romantic Comedy SNAFU : Senden Kouhou[11]
- 2014 : Akame ga Kill! : Tatsumi
- 2014 : Aldnoah.Zero : Yūtarō Tsumugi[11]
- 2014 : Wizard Barristers : Masato Namase[11]
- 2014 : Mysterious Joker : Shadow Joker[12]
- 2014 : Kamigami no Asobi : étudiant A[11]
- 2014 : Terror in Resonance : Twelve/Tōji Hisami[13],[14]
- 2014 : Knights of Sidonia : Mochikuni Akai, congressman[11]
- 2014 : SoniAni: Super Sonico The Animation : Invité B, Cameraman A[11]
- 2014 : Tribe Cool Crew : Yuzuru Tempoin[15]
- 2014 : No-Rin : Student[11]
- 2014 : Haikyū!! : Tadashi Yamaguchi[16],[17]
- 2014 : Bakumatsu Rock : Justice Squad[11]
- 2014 : Future Card Buddyfight : Demonic Beast, Grendel (card); Electron Ninja, Shiden (card), Student, Tasuku Ryūenji[18],[19]
- 2014 : Pokémon the Series: XY : Assistant
- 2014 : The Irregular at Magic High School : Kei Isori[20],[21],[22]
- 2014 : Yowamushi Pedal : Motonari Tatebayashi[23]
- 2014 : Lady Jewelpet : Curry Prince
- 2015 : Your Lie in April : Audience[11]
- 2015 : Aldnoah.Zero Part 2 : Yūtarō Tsumugi[11]
- 2015 : Saekano: How to Raise a Boring Girlfriend : Keiichi Katō[11]
- 2015 : Ace of Diamond: Second Season : Mukai Taiyou[24],[25]
- 2015 : Is It Wrong to Try to Pick Up Girls in a Dungeon? : Hermes[26]
- 2015 : Kyōkai no Rinne : Kain, Akuryō C[27],[28]
- 2015 : Plastic Memories : Max[11]
- 2015 : Yamada-kun and the Seven Witches : Keigo Shibutani[11]
- 2015 : Future Card Buddyfight 100 : Tasuku Ryūenji[11]
- 2015 : Chaos Dragon : Soirot Clasbari[29],[30]
- 2015 : Rokka no yūsha : Adlet Mayer[31],[32]
- 2015 : Mobile Suit Gundam: Iron-Blooded Orphans : Yamagi Gilmerton[33]
- 2015 : Dance with Devils : Rem Kaginuki[34],[35]
- 2015 : Tantei Team KZ Jiken Note : Kazuomi Wakatake[36]
- 2016 : 91 Days : Corteo[37],[38]
- 2016 : Hagane Orchestra : Chris[39]
- 2016 : Age 12: A Little Heart-Pounding : Yūto Takao[40]
- 2016 : Ajin: Demi-Human : Takeshi Kotobuki[41]
- 2016 : BBK/BRNK : Hiiragi Nono[42],[43]
- 2016 : Shoujo-tachi wa Kouya o Mezasu : Mitsuteru Ōgi (eps 10-12), Nakajima (ep 1)[11]
- 2016 : D.Gray-man Hallow : Tokusa[44],[45]
- 2016 : Divine Gate : Aoto[46]
- 2016 : Future Card Buddyfight DDD : Tasuku Ryūenji[11]
- 2016 : Haruchika : Haruta Kamijo[47],[48]
- 2016 : Qualidea Code : Ichiya Suzaku[49],[50]
- 2016 : The Heroic Legend of Arslan: Dust Storm Dance : Jimsa[51],[52]
- 2016 : Magi: Adventure of Sinbad : Vittel[11]
- 2016 : Battery: The Animation : Nobuhiro Yoshisada[11]
- 2016 : Touken Ranbu: Hanamaru : Namazuo Toushirou, Tsurumaru Kuninaga[53],[54]
- 2016 : WWW.Working!! : Daichi Saitou[11]
- 2017 : Fuuka : Makoto Mikasa[55]
- 2017 : Hand Shakers : Tazuna Takatsuki[56]
- 2017 : Kyōkai no Rinne : Kain[11]
- 2017 : Warau Salesman NEW : Iyata Deyashiro[57]
- 2017 : Is It Wrong to Try to Pick Up Girls in a Dungeon?: Sword Oratoria : Hermes
- 2017 : Granblue Fantasy The Animation : Feather
- 2017 : Inazuma Eleven Ares no Tenbin : Kirina Hiura
- 2017 : Katsugeki/Touken Ranbu : Tsurumaru Kuninaga[58]
- 2017 : Akashic Records of Bastard Magic Instructor : Glenn Radars[59]
- 2017 : Kado: The Right Answer : Shun Hanamori[60]
- 2017 : Vatican Miracle Examiner : Lauren Di Luca[61]
- 2017 : Infini-T Force : Tetsuya Azuma / Casshern[62]
- 2017 : In Another World with My Smartphone : Lyon[63]
- 2017 : Hell Girl: Yoi no Togi : étudiant
- 2017 : Kino no Tabi - the Beautiful World- the Animated Series : Hermes[64]
- 2017 : Dynamic Chord : Sōtarō Haruna (Liar-S)[65],[66]
- 2017 : TSUKIPRO THE ANIMATION : Tsubasa Okui[67]
- 2018 : Zoku Touken Ranbu: Hanamaru : Namazuo Toushirou, Tsurumaru Kuninaga
- 2018 : Sanrio Danshi : Yū Mizuno[68]
- 2018 : Idolish7 : Tenn Kujo[69],[70]
- 2018 : The Caligula Effect Game : Ike-P[71]
- 2018 : Dame×Prince Anime Caravan : Ruze[72]
- 2018 : Pop Team Epic : Popuko[73]
- 2018 : Darling in the Franxx
- 2018 : Piano no Mori : Kai Ichinose[74]
- 2018 : Captain Tsubasa : Jun Misugi[75]
- 2018 : Layton Mystery Detective Agency: Kat's Mystery-Solving Files : Luke Triton[76]
- 2018 : The Thousand Musketeers : Hidetada[77]
- 2018 : Banana Fish : Lao Yen-Thai[78]
- 2018 : Skull-face Bookseller Honda-san : Honda-san[79]
- 2018 : SSSS.Gridman : Shō Utsumi[80],[81]
- 2019 : Revisions : Keisaku Asano[82]
- 2019 : W'z : Tazuna Takatsuki[83]
- 2019 : Kyou mo Tsuno ga Aru : Nessie[84]
- 2019 : JoJo's Bizarre Adventure: Golden Wind : Vinegar Doppio[85]
- 2019 : Grimms Notes the Animation : Ludwig Grimm
- 2019 : King of Prism: Shiny Seven Stars : Yukinojō Tachibana[86]
- 2019 : Star-Myu: High School Star Musical : Ryo Fuyusawa[87]
- 2019 : Ensemble Stars! : Hinata Aoi, Yūta Aoi[88]
- 2019 : BEM : Daryl Bryson[89]
- 2019 : Star Twinkle PreCure : Lolo[90]
- 2019 : Ahiru no Sora : Tokitaka Tokiwa[91]
- 2019 : Case File nº221: Kabukicho : Fuyuto Kyogoku[92]
- 2020 : number24 : Madoka Hongō[93]
- 2020 : Drifting Dragons : Giraud[94]
- 2020 : Infinite Dendrogram : Ray Starling[95]
- 2020 : Uchitama?! Have you seen my Tama? : Tama Okamoto[96]
- 2020 : Haikyū!!: To the Top : Tadashi Yamaguchi
- 2020 : Appare-Ranman! : Al Leon[97]
- 2020 : IDOLiSH7 Second Beat! : Tenn Kujo[98]
- 2020 : Woodpecker Detective's Office : Isamu Yoshii[99]
- 2020 : Hypnosis Mic: Division Rap Battle: Rhyme Anima : Gentaro Yumeno[100]
- 2020 : Moriarty the Patriot : William James Moriarty[101]
- 2020 : TSUKIUTA THE ANIMATION 2 : Tsubasa Okui
- 2021 : Imagine, un cambrousard du dernier donjon dans la ville de départ ! : Shōma[102]
- 2021 : I-Chu: Halfway Through the Idol : Tatsumi Madarao
- 2021 : Skate-Leading Stars : Noa Kuonji[103]
- 2021 : Ex-Arm : Akira Natsume[104]
- 2021 : Burning Kabaddi : Hiromoto Utou[105]
- 2021 : Odd Taxi : Tanaka[106]
- 2021 : Backflip!! : Kyōichi Ryūgamori[107]
- 2021 : Re-Main : Shūgo Amihama[108]
- 2021 : TSUKIPRO THE ANIMATION 2 : Tsubasa Okui
- 2021 : Megaton Musashi : Teru Asami[109]
- 2021 : The Night Beyond the Tricornered Window : Keita Mukae[110]
- 2021 : Yu-Gi-Oh! Sevens : Yuran Goha[111]
- 2022 : Tokyo 24th Ward : Kunai[112]
- 2022 : Orient : Kojiro Kanemaki[113]
- 2022 : Sasaki and Miyano : Yoshikazu Miyano[114]
- 2022 : The Genius Prince's Guide to Raising a Nation Out of Debt : Wein[115]
- 2022 : Heroines Run the Show : Yui[116]
- 2022 : Engage Kiss : Shu Ogata[117]
- 2022 : Blue Lock : Hyōma Chigiri[118]
- 2022 : RWBY: Ice Queendom : Lie Ren[119]
- À venir : My Friend's Little Sister Has It In for Me! : Ozuma Kohinata[120]
- 2023 : Kenshin le vagabond (remake) : Kenshin Himura
- 2024 : Sengoku Youko : Jinka Yamato

### Original video animation (OVA)
- 2011 : Ah! My Goddess : Membre du club B
- 2013 : Nijika, actrice de rêve : Personnel
- 2014 : Age 12 : Yuto Takao[121]
- 2014 : Magi : Vittel
- 2015 : Yamada-kun and the Seven Witches : Keigo Shibutani
- 2015 : Haikyū!! : Tadashi Yamaguchi
- 2016 : DanMachi : Hermès
- 2016 : Persona 5 : Naoya Makigami
- 2016 : Black Clover : Yuno[122]
- 2016 : Ginga Kikōtai Prince majestueux : Mirai e no Tsubasa : Sei Yuzuriha
- 2017 : Yume Ōkoku à Nemureru 100-Nin no Ōji-sama Histoires courtes : Ritz[123]
- 2018 : Yakusoku no Nanaya Matsuri : Shoma Mihara[124]
- 2020 : Strike the Blood IV : The Blood[125]

### Original net animation (ONA)
- 2019 : Monster Strike : Noé[126]
- 2019 : Monster Strike: End of the World : Noé
- 2021 : Valkyrie Apocalypse : Adam [127]
- 2022 : Kotaro Lives Alone : Aota [128]

### Films animés
- 2015 : Ongaku Shojo : Modérateur
- 2015 : Gekijō-ban Haikyu ! : Tadashi Yamaguchi
- 2016 : King of Prism par Pretty Rhythm : Yukinojo Tachibana[11]
- 2016 : Ajin : Shōgeki : Takeshi Kotobuki
- 2016 : Gekijōban Ginga Kikōtai Majestic Prince : Sei Yuzuriha[11]
- 2017 : Lou et l'Île aux sirènes : Kunio[129]
- 2017 : King of Prism: Pride the Hero : Yukinojo Tachibana[11]
- 2017 : Dance with Devils: Fortuna : Rém Kaginuki[130]
- 2017 : Touken Ranbu : Hanamaru - Makuai Kaisouroku : Namazuo Toushirou, Tsurumaru Kuninaga
- 2018 : Infini-T Force : Gatchaman Saraba Tomo yo : Tetsuya Azuma / Casshern[131]
- 2019 : DanMachi: Flèche d'Orion : Hermès[132]
- 2019 : Fafner in the Azure: The Beyond : Maurice Excelsior[133]
- 2019 : Kimi dake ni Motetainda : Tokyo Furuta[134]
- 2020 : Aime-moi, ne m'aime pas : Kazuomi Inui[135]
- 2020 : Monster Strike The Movie : Lucifer Zetsubo no Yoake : Noé[136]
- 2020 : Kono Sekai no Tanoshimikata : Secret Story Film : Yui[137]
- 2021 : Mobile Suit Gundam : Hathaway : Objectif de voie[138]
- 2022 : Eien n° 831 : Suzushir Asano[139]
- 2022 : Ensemble Stars!! Road to Show!! : Hinata Aoï[140]
- 2022 : Backflip!! : Kyōichi Ryūgamori[141]

### Jeux vidéo
- 2010 : Class of Heroes 2G : Limon
- 2010 : Sangoku Chaos : Zhao Yun
- 2011 : Star Project : Yūki Hasegawa, Ryūji Sakamoto
- 2014 : GranBlue Fantasy : Feather, Tsurumaru Kuninaga[142],[143]
- 2014 : Dynamic Chord : Sōtarō Haruna
- 2014 : The Irregular at Magic High School: Out of Order : Kei Isori[11]
- 2014 : Haikyū!! Tsunage! Itadaki no Keshiki!! : Tadashi Yamaguchi
- 2014 : Lost Dimension : Marco Barbato[144]
- 2014 : Nyan Love ~Watashi no Koi no Mitsukekata~ : Suguri Takuma[145],[146]
- 2014 : Touken Ranbu : Namazuo Toushirou, Tsurumaru Kuninaga
- 2014 : 12-sai. ~Honto no Kimochi~ : Takao Yuuto[147]
- 2014 : The Cinderella Contract : Prince Yuri Aleksandrovich Rossiyskaya
- 2015 : Ensemble Stars! : Hinata Aoi, Yūta Aoi
- 2015 : IDOLiSH7 : Tenn Kujo[148]
- 2015 : Believer! : Kamishiro Kai
- 2015 : Dynamic Chord feat. Liar-S : Sōtarō Haruna[11]
- 2015 : POSSESSION MAGENTA : Fukayama Mineharu[11]
- 2015 : Teikoku Kaigun Koi Bojou ~Meiji Yokosuka Koushinkyoku~ : Shizuma Souta
- 2015 : Cafe Cuillere : Sakuma Asahi[149]
- 2016 : Caligula : Ike-P[150]
- 2016 : Haikyū!! Donpisha Match!! : Tadashi Yamaguchi
- 2016 : I-Chu : Tatsumi Madarao
- 2016 : Shoujo-tachi wa Kouya o Mezasu : Oogi Mitsuteru[11]
- 2016 : Dame×Prince Anime Caravan : Ruze
- 2016 : POSSESSION MAGENTA  : Shizuma Souta
- 2016 : MAFIAMORE : Ridio
- 2016 : Kyoukai no Shirayuki : Kakeya Saji
- 2016 : Dance with Devils : Rem Kaginuki[151]
- 2016 : 12 Sai ~Koi Suru Diary~ : Takao Yuuto[11]
- 2016 : World of Final Fantasy : Lann[11]
- 2016 : Oumagatoki ~Kakuriyo no En~ : Tokiwa
- 2016 : Collar x Malice : Mineo Enomoto[11]
- 2016 : DYNAMIC CHORD feat. Liar-S V edition : Haruna Soutarou
- 2016 : Comedy Prince : Shiratori Takuto
- 2016 : SMASH DRAGOON
- 2016 : Haitaka no Psychedelica : Levi[11]
- 2016 : Resort he Youkoso ~Soushihainin wa Koi wo Suru~
- 2016 : Sanrio Danshi ~Watashi, Koi wo, Shirimashita~ : Yū Mizuno[152]
- 2017 : CARAVAN STORIES : Ralph
- 2017 : Usotsuki Shangrila : Hati
- 2017 : Minna de Game wo Tsukurou ~Project LayereD~ : Will
- 2017 : Shironeko Tennis : Hiro
- 2017 : Stand My Heroes : Houshou Isaki
- 2017 : KING OF PRISM - Prism Rush LIVE : Yukinojō Tachibana
- 2017 : Dear Magic -Mahou Shounen Gakka- : Hinomiya Kaito
- 2017 : Gensou Shinki -Link of Hearts- : Tyr
- 2017 : Katsugeki Touken Ranbu ~Souten no Enishi~ : Tsurumaru Kuninaga
- 2017 : TSUKINO PARADISE : Tsubasa Okui
- 2017 : Oujisama no Propose Eternal Kiss : Oliver Button
- 2017 : Shin Megami Tensei DEEP STRANGE JOURNEY : Anthony
- 2017 : Sengoku Night Blood : Kawai Sora
- 2017 : AnimexGame "Layered Stories 0" : Will
- 2017 : Ayakashi Musubi : Yuugen Musubi
- 2017 : Danmachi ~Memoria Freese~ : Hermes
- 2018 : Collar x Malice -Unlimited- : Mineo Enomoto[153]
- 2018 : IDOLiSH7 Twelve Fantasia : Tenn Kujo
- 2018 : Charade Maniacs : Akase Kyouya
- 2018 : Eto Kare ~Jyuunishi Kara Neko ga Moreta Riyuu~ : Rin
- 2018 : Fortissimo : Narimoto Osamu
- 2018 : Senjyuushi : Hidetada
- 2018 : Cafe Cuillere : Sakuma Asahi
- 2018 : CHRONO MA:GIA : Knight Kisaragi
- 2018 : Sin'en Resist : Shedar
- 2018 : Palette Parade : Paul Gauguin
- 2018 : Dance with Devils My Carol : Rem Kaginuki
- 2018 : DYNAMIC CHORD JAM&amp;JOIN!!!! : Haruna Soutarou
- 2018 : Caligula Overdose : Ike-P[154]
- 2019 : Crimson Clan : Tani Yuuma
- 2019 : Blackstar - Theatre Starless : Menou
- 2019 : Otome Yuusha : Megrez[155]
- 2019 : #Compass (ja) : Reiya[156]
- 2019 : A Certain Magical Index: Imaginary Fest : Thor
- 2019 : Fate/Grand Order  : Kirschtaria Wodime
- 2019 : Namu Amida Butsu! -UTENA- : Tamonten, Nanda Ryūō, Bishamonten[157]
- 2020 : Birushana Senki ~Genpei Hikamusou~
- 2020 : Brigandine Lunasia Senki : Rubino
- 2020 : Collar x Malice : Mineo Enomoto
- 2020 : Digimon ReArise : Kazuma Natsuyagi
- 2020 : Arknights : Leonhardt[158]
- 2020 : Kamen Rider: Memory of Heroez : Kamen Rider Birth (Shintaro Goto)
- 2020 : Genshin Impact : Chongyun[159]
- 2020 : Ikemen Vampire : Vlad[160]
- 2022 : Bravely Default: Brilliant Lights : Steel Franklin[161]
- À venir : SOUL REVERSE : Valor